# Kisanna (keresztnév)
A Kisanna női név az Anna erdélyi becenevéből önállósult.

## Rokon nevek
Anda, Anélia, Anéta, Anett, Anetta, Anica, Anika, Anikó, Anilla, Anina, Anita, Anka, Anna, Annabell, Annabella, Annaliza, Annamari, Annamária, Annarita, Annavera, Anni, Hanna, Hanka, Nina, Nanett, Nanetta, Netta, Netti, Kisó, Ninell, Ninetta, Ninon, Panka, Panna, Panni

## Gyakorisága
Az újszülötteknek adott nevek körében az 1990-es években szórványosan fordult elő. A 2000-es és a 2010-es években sem szerepelt a 100 leggyakrabban adott női név között.
A teljes népességre vonatkozóan a Kisanna sem a 2000-es, sem a 2010-es években nem szerepelt a 100 leggyakrabban viselt női név között.

## Névnapok
július 26.